# Pseudomalacoceros quinquedentata
Pseudomalacoceros quinquedentata är en ringmaskart som först beskrevs av Hartmann-Schröder 1965.  Pseudomalacoceros quinquedentata ingår i släktet Pseudomalacoceros och familjen Spionidae. Inga underarter finns listade i Catalogue of Life.